# Wola Sipińska
Wola Sipińska (prononciation [ˈvɔla ɕiˈpiɲska]) est une localité de la gmina de Zadzim, du powiat de Poddębice, dans la voïvodie de Łódź, située dans le centre de la Pologne.
Elle se situe à environ 3 kilomètres (km) au nord-ouest de Zadzim (siège de la gmina), 15 kilomètres au sud-ouest de Poddębice (siège du powiat) et 45 kilomètres à l'ouest de Łódź (capitale de la voïvodie).

## Administration
De 1975 à 1998, la localité était attachée administrativement à l'ancienne voïvodie de Sieradz.

Depuis 1999, elle fait partie de la nouvelle voïvodie de Łódź.